# Ждаха, Амвросий Андреевич
Амвросий Андреевич Ждаха (настоящая фамилия Смаглий, укр. Амвросій Андрійович Ждаха; 20 (6 по ст. стилю) декабря 1855, Измаил — 8 сентября 1927, Одесса) — украинский художник, график, иллюстратор, мастер акварельной миниатюры, библиофил.

## Биография

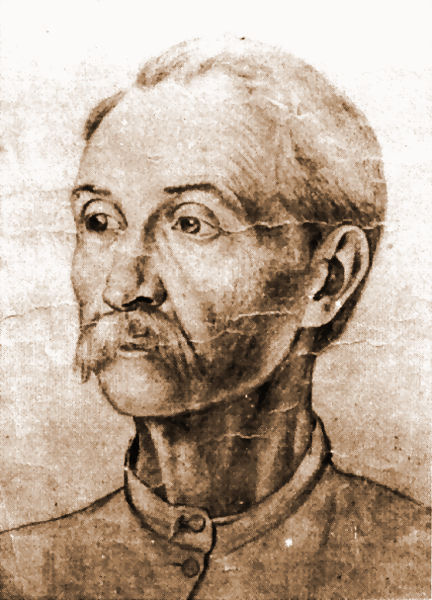
Автопортрет

Талант художника проявился у Ждахи с детских лет. Учась в Одесском уездном училище, посещал воскресные рисовальные классы местного Общества поощрения художеств. В 1873 году Амвросий поступил в Елисаветградское кавалерийское училище. Курсант Ждаха принимал активное участие в культурно-художественной жизни города. В это время в Елисаветграде зарождался украинский театр. Амвросий знакомится с И. Карпенко-Карым и М. Кропивницким, посещает их любительский драматический кружок, участвует в спектаклях. Любовь к искусству взяла верх над желанием посвятить себя военному делу.
Планируя поступить в Петербургскую Академию художеств, сдаёт экстерном экзамены за гимназический курс. В 1881 начал посещать уроки Одесской рисовальной школы при Одесском Обществе изящных искусств. В 1887 году А. Ждаха поступил чертёжником в Одесский земский банк Херсонской губернии, в котором проработал до 1909 года. Академического художественного образования так и не получил. Работая банковским служащим, всё своё свободное время отдавал живописи.
Только в 1921—1924 в конце жизни он смог полностью посвятить себя искусству, преподавая рисование и черчение в торгово-промышленной школе и специальный курс народного декоративно-прикладного искусства в Одесском художественном институте (1924—1926).
А. Ждаха был страстным коллекционером старинных монет, оружия и изделий декоративного искусства, библиофилом. Состоял членом Одесского общества истории и древностей, которому передал часть коллекции в 1908 году, членом Общества художников имени К. Костанди (1924—1927). В 1925-1926 годах часть своих коллекций передал Одесскому историко-филологическому музею.

## Творчество
В 1883—1885 годах А. Ждаха выполняет для труппы М. Кропивницкого и М. Старицкого эскизы украинских исторических костюмов и народной одежды.
Автор тематического цикла рисунков фольклорных украинских пасхальных яиц-«писанок» Херсонщины, Киевщины, Черниговщины, Полтавщины и Волыни (1894—1897), вышивок, полотенец и рубашек («Полотенце из села Калниболота Звенигородского уезда Киевской губернии» (1891), «Подольская женская сорочка» (1894), «Грудь рубашки и воротник» (Подолье, 1896), рисунков старинной керамики и резьбы по дереву. Более 40 орнаментов украинских «писанок», созданных Ждахой, были помещены в Санкт-Петербургском литературно-художественном еженедельнике «Звезда» (1887).
А. Ждаха оформил ряд книжных изданий, в том числе «Кобзаря» Т. Шевченко (варианты 1896—1901), «Чёрной рады» П. Кулиша, «Рассказ про Антона Головатого» М. Комарова (оба — 1901), этнографический сборник «Украинская свадьба» (1905), «Хорошо делай, хорошо будет» Квитки-Основьяненко (1906), «Чайковского» Е. Гребёнки, а также обложку к юбилейному изданию произведений Т. Шевченко (оба — 1914). Работал над иллюстрированием Нового Завета, «Илиады» и «Одиссеи» Гомера, «Слово о полку Игореве» и др. За эскизы обложек на конкурсе журнала «Искусство и художественная промышленность» в 1899 был награждён 1-1 и 2-1 премиями.
Иллюстрировал серию почтовых открыток на темы украинских народных песен (1911—1912), создал ряд пейзажей на морские темы и несколько печатных знаков: «Матезис» (1904), «Время» (1912) и др. Вместе с П. Сластионом участвовал в создании серии альбомов под общим названием «Украинское народное творчество» (Полтава, 1912—1913). Иллюстрации А. Ждахи были использованы в ряде художественных изданий уже после его смерти, в частности, в альбоме «Украинское народные свадьбы в произведениях украинского, российского и польского искусства XVIII—XX вв.» (К., 1970).
Плодотворно сотрудничал Ждаха с одесским архитектором А. Тодоровым, художником Менциоле, для которых делал не только чертежи, но и акварели иконостасов, икон для храмов Херсонеса, Новочеркасска, Батума. Для известного в Одессе издателя Ю. Фесенко выполнил акварельные виды многих монастырей, рисунки из Святой истории, обложки книг.
В 1917—1921 участвовал в художественном конкурсе по созданию проектов (эскизов) украинских национальных бумажных денег, выполнил рисунки «разменных марок города Одессы». Собрал и записал два тома произведений украинского устного народного творчества.
В 1911 году он участвовал в первой выставке украинских художников в Киеве. Работы художника также экспонировались уже после его смерти на «Выставке современной украинской графики», которую проводила Ассоциация независимых украинских художников во Львове в июне 1932 года.
В царское время Амвросий Ждаха получал пенсию в размере 150 рублей, при советской власти 35 рублей в месяц.
Похоронен на Втором Христианском кладбище Одессы, 46 участок.

## Семья
Дочь — Елена Амвросиевна Ждаха-Боровик, проживала в оккупированном Киеве, замужем за Виталием Гавриловичем Боровиком
Внук — Юрий Витальевич Боровик, 1904 г.р., врач, проживал в Киеве на улице Франко, женат на Надежде Александровне Пучковской

## Галерея изображений

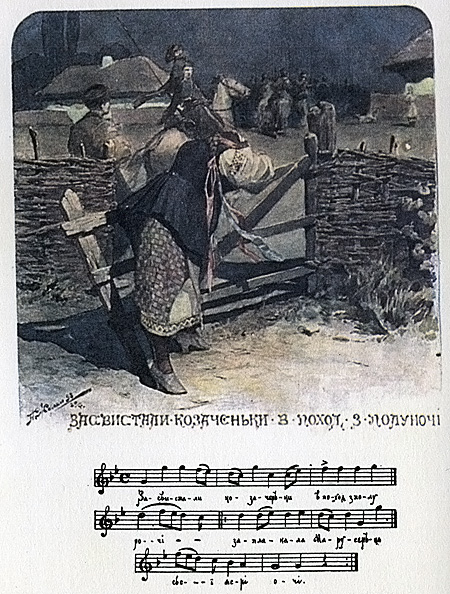
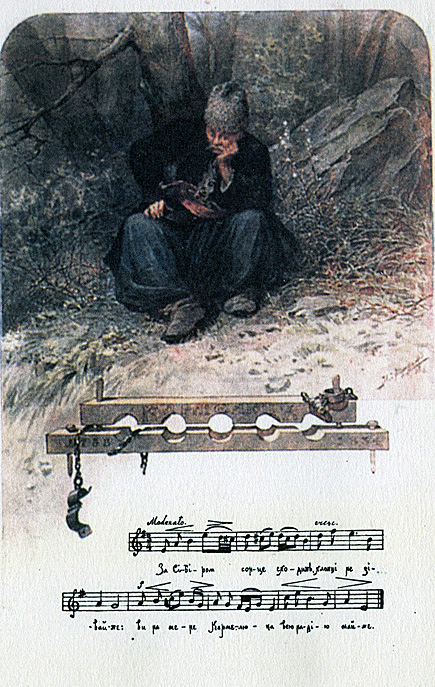
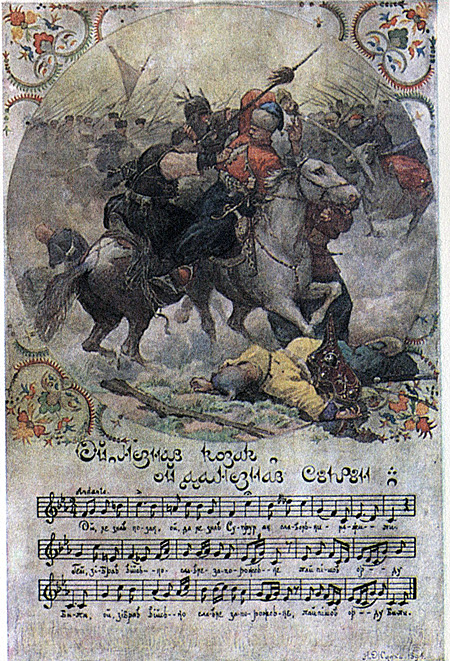
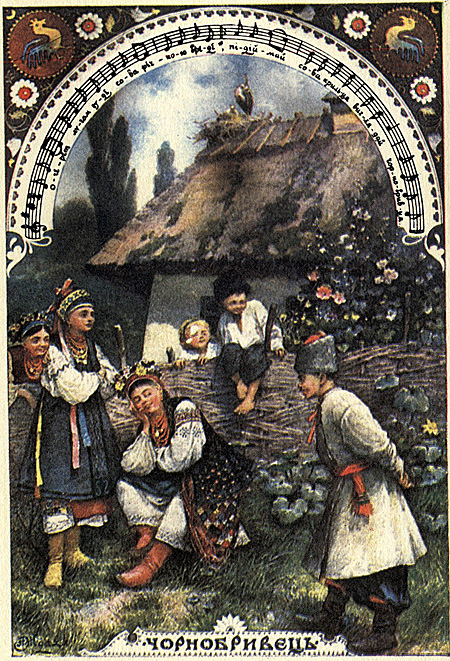
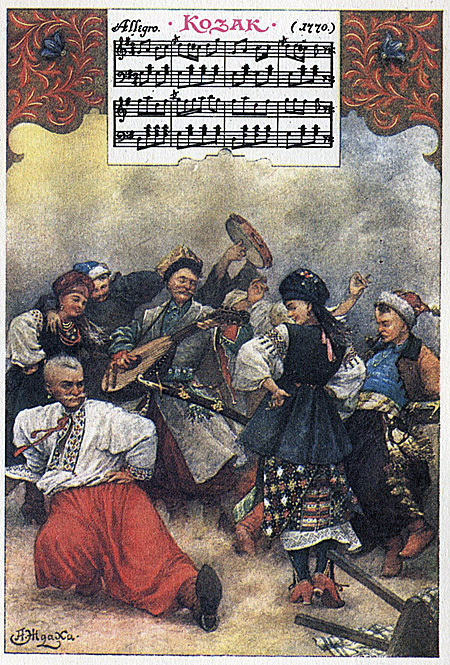
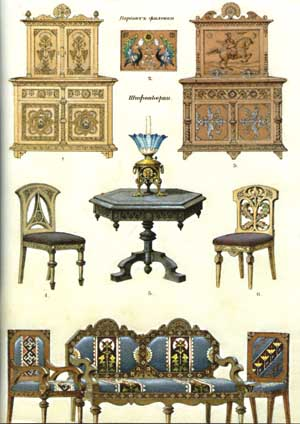
Эскизы мебели (украинский стиль)